# Gorentsi
Gorentsi (en macédonien Горенци) est un village du sud-ouest de la Macédoine du Nord, situé dans la commune de Debrca. Le village comptait 316 habitants en 2002.

## Démographie
Lors du recensement de 2002, le village comptait :
- Macédoniens : 169
- Albanais : 145
- Autres : 2